# Modèle de Feldman-Mahalanobis
Le modèle Feldman-Mahalanobis est un modèle marxiste de développement économique, créé de manière indépendante par l'économiste soviétique Grigory Feldman en 1928 et le statisticien indien Prasanta Chandra Mahalanobis en 1953. Mahalanobis est devenu l'économiste clé du deuxième plan quinquennal de l'Inde, faisant l'objet de la plupart des débats économiques les plus spectaculaires du pays.
L'essence du modèle est un changement dans la structure de l'investissement industriel vers la construction d'un secteur de biens de consommation domestique. Ainsi, la stratégie suggère que pour atteindre un niveau de consommation élevé, il faut d'abord investir dans la construction d'une capacité de production de biens d'équipement. Une capacité suffisamment élevée dans le secteur des biens d'équipement accroît à long terme la capacité de production de biens de consommation de la nation.
Cette distinction entre les deux différents types de biens constituait une formulation plus claire des idées de Marx dans Le Capital et permettait également de mieux comprendre l'ampleur de l'arbitrage entre les niveaux de consommation immédiate et future. Ces idées ont été introduites pour la première fois en 1928 par Feldman, alors économiste travaillant pour la commission de planification Gosplan, où il a présenté des arguments théoriques en faveur d'un schéma de croissance à deux départements. Il n'existe aucune preuve que Mahalanobis ait eu connaissance de l'approche de Feldman, étant donné qu'il était tenu à l'écart des frontières de l'URSS.

## Mise en œuvre du modèle
Le modèle a été créé comme cadre analytique pour le deuxième plan quinquennal de l'Inde en 1955, à la demande du Premier ministre Jawaharlal Nehru, car l'Inde ressentait le besoin d'introduire un modèle de plan formel après le premier plan quinquennal (1951-1956). Le premier plan quinquennal mettait l'accent sur l'investissement pour l'accumulation de capital dans l'esprit du modèle Harrod-Domar à secteur unique. Il affirmait que la production nécessitait du capital et que le capital pouvait être accumulé grâce à l'investissement : plus vite on accumule du capital grâce à l'investissement, plus le taux de croissance est élevé. Les critiques les plus fondamentales de ce cours ont été formulées par Mahalanobis, qui travaillait lui-même sur une variante de ce modèle en 1951 et 1952. Les critiques portaient principalement sur l'incapacité du modèle à faire face aux contraintes réelles de l'économie, sur le fait qu'il ignorait les problèmes de choix fondamentaux de la planification dans le temps et sur l'absence de lien entre le modèle et la sélection réelle des projets pour les dépenses publiques. Par la suite, Mahalanobis a introduit son modèle à deux secteurs, qu'il a ensuite étendu à la version à quatre secteurs.
Les hypothèses sur lesquelles repose le modèle de Mahalanobis sont les suivantes :
- On suppose une économie fermée.
- L'économie se compose de deux secteurs : le secteur des biens de consommation C et le secteur des biens d'équipement K.
- Les biens d’équipement ne sont pas transférables.
- Production à pleine capacité.
- L’investissement est déterminé par l’offre de biens d’équipement.
- Aucun changement de prix.
- Le capital est le seul facteur rare.
- La production de biens d’équipement est indépendante de la production de biens de consommation.

## Principes de base du modèle
L'équation de sortie à pleine capacité est la suivante :
{\displaystyle Y_{t}=Y_{0}\left\lbrace 1+\alpha _{0}{\frac {\lambda _{k}\beta _{k}+\lambda _{c}\beta _{c}}{\lambda _{k}\beta _{k}}}\left\lbrack (1+\lambda _{k}\beta _{k})^{t}-1\right\rbrack \right\rbrace }
Dans le modèle, le taux de croissance est donné par la part de l’investissement dans le secteur des biens d’équipement, {\displaystyle \lambda _{k}}, et la part des investissements dans le secteur des biens de consommation - {\displaystyle \lambda _{c}}. Si nous choisissons d’augmenter la valeur de {\displaystyle \lambda _{k}} pour qu'elle soit supérieure à {\displaystyle \lambda _{c}}, cela se traduira dans un premier temps par une croissance plus lente à court terme, mais à long terme, cela dépassera l'ancien choix de taux de croissance avec un taux de croissance plus élevé et un niveau de consommation finalement plus élevé. En d'autres termes, si cette méthode est utilisée, ce n'est qu'à long terme que l'investissement dans les biens d'équipement produira des biens de consommation, ce qui n'entraînera aucun gain à court terme.

## Critiques
L'une des critiques les plus courantes du modèle est que Mahalanobis n'accorde pratiquement aucune attention à la contrainte d'épargne, qu'il suppose provenir du secteur industriel. Or, les pays en développement n'ont pas cette tendance, car les premières étapes de l'épargne proviennent généralement du secteur agricole. Il ne mentionne pas non plus la fiscalité, une importante source potentielle de capital pour l'État selon la macroéconomie néoclassique.
Une autre critique est les limites du modèles en raison des hypothèses sur lesquelles il repose, notamment celle du commerce extérieur. Cela ne peut pas fonctionner pour les pays en développement aujourd'hui. Une autre critique est qu'un pays, pour utiliser ce modèle, devrait être suffisamment grand pour disposer de toutes les ressources brutes nécessaires pour l'autosuffisante de la production, et, par conséquent, le modèle ne s'appliquerait pas aux pays plus petits.

## Cas empirique
Le modèle a été mis en pratique en 1956 comme la voie de la théorie du deuxième plan quinquennal de l'Inde. Toutefois, deux ans plus tard, les premiers problèmes ont commencé à apparaître, tels que des coûts inattendus et inévitables qui ont contribué à l'augmentation de la masse monétaire et à l'accroissement de l'inflation. Le problème majeur fut la chute des réserves de change due à la libéralisation de la politique d'importation et aux tensions internationales, ce qui a fini par conduire à des modifications du deuxième plan en 1958. Il a finalement été abandonné et remplacé par le troisième plan quinquennal en 1961.

## Lectures complémentaires
- Amiya Kumar Bagchi, Macroeconomics, Delhi, Oxford University Press, 1995, 85–113 p. (ISBN 0-19-563534-5), « Closed-economy Structuralist Models for a Less Developed Economy »
- Bhagwati et Chakravarty, « Contributions to Indian Economic Analysis: A Survey », American Economic Review, vol. 59, no 4,‎ 1969, p. 1–73 (JSTOR 1812104)
- Y. S. Brenner, Theories of Economic Development and Growth, New York, Reprint, 2013 (1re éd. 1966), 223–247 p. (ISBN 9780415851640, lire en ligne), « The Soviet Theories »
- A. K. Dasgupta, A History of Indian Economic Thought, London, Routledge, 1993 (ISBN 0-415-06195-4)
- Komiya, « A Note on Professor Mahalanobis' Model of Indian Economic Planning », Review of Economics and Statistics, vol. 41, no 1,‎ 1959, p. 29–35 (DOI 10.2307/1925455, JSTOR 1925455)
- B. Kumar, An Introduction to Planning in India, India, Bookland Private Limited, 1962, 1–45, 80–145
- Irina Osadchaya, From Keynes to Neoclassical Synthesis: A Critical Approach, Moscow, Progress Publishers, 1974, 180–190 p. (OCLC 1510988), « A Retrospect of the Theory of Socialist Reproduction (G. Feldman's Economic Growth Model) »